# لان ديفيز
لان ديفيز (بالإنجليزية: Lane Hunt Davies)‏ هو ممثل أمريكي، ولد في 31 يوليو 1950 في الولايات المتحدة. بدأ مشواره المهني سنة 1978.

## أعمال

### مسلسلات
- المربية
- دالاس
- سانتا باربرا
- سكرابز

## وصلات خارجية
- لان ديفيز على موقع IMDb (الإنجليزية)
- لان ديفيز على موقع ألو سيني (الفرنسية)
- لان ديفيز على موقع أول موفي (الإنجليزية)
- لان ديفيز على موقع قاعدة بيانات الأفلام السويدية (السويدية)
- لان ديفيز على موقع ديسكوغز (الإنجليزية)
- لان ديفيز على موقع قاعدة بيانات الفيلم (الإنجليزية)
- لان ديفيز على موقع كينوبويسك (الروسية)